# RMS Queen Mary 2
La RMS Queen Mary 2 è un transatlantico britannico. È stata, fino al varo della Freedom of the Seas, la più grande nave passeggeri in ordine di grandezza interna (stazza) mai realizzata. Costruita nel cantiere navale di Saint-Nazaire in Francia, la Queen Mary 2 appartiene alla storica compagnia Cunard Line e compie durante buona parte dell'anno un regolare servizio passeggeri (con tempo di percorrenza di circa 7 giorni) tra Southampton e New York, rotta storicamente percorsa dai grandi transatlantici del Novecento. Per questo motivo, ha delle caratteristiche strutturali, di equilibrio e propulsione che la rendono molto differente dalle navi da crociera, per consentirle la traversata in tutte le condizioni meteorologiche.  Ha sostituito la Queen Elizabeth 2 nel 2008 nel ruolo di ammiraglia della Cunard Line. In quanto nave di linea deputata anche al trasporto della posta, ha acquisito la sigla "RMS" (Royal Mail Ship).

## Storia

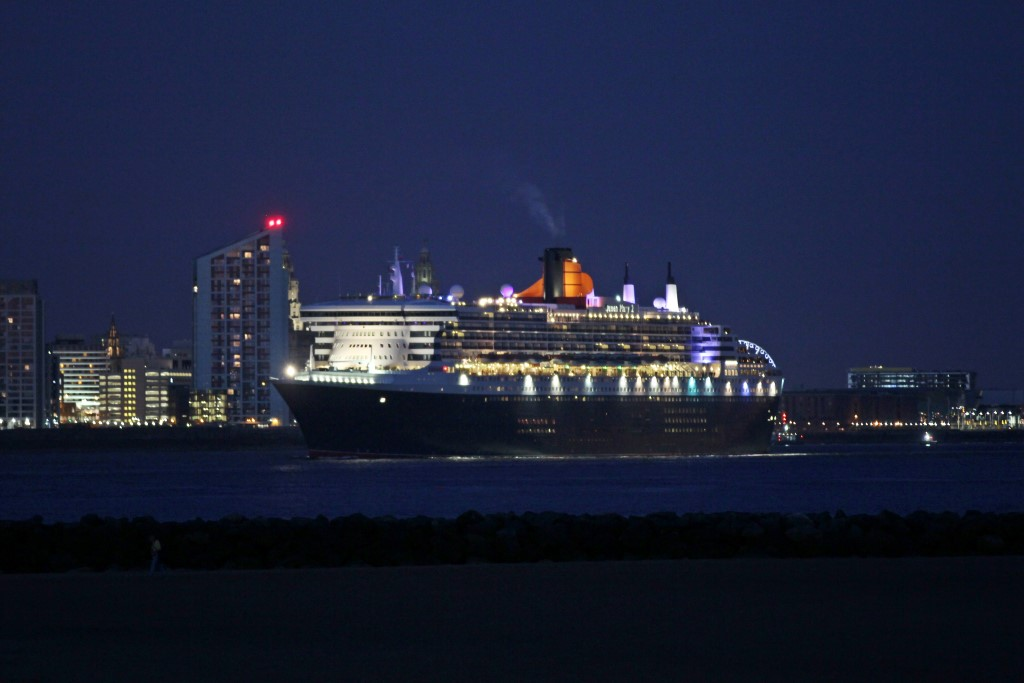
Queen Mary 2 di notte.

La Queen Mary 2 è stata varata il 25 settembre del 2003, dopo il taglio della prima lamiera nel 2002. Il viaggio inaugurale avvenne il 12 gennaio 2004 quando la RMS Queen Mary 2 salpò da Southampton, per raggiungere Fort Lauderdale in Florida. Per il primo viaggio, la nave ospitò 2,620 passeggeri. Il comandante della nave fu Ronald Warwick, che comandò precedentemente la Queen Elizabeth 2. Warwick è il figlio di William (Bill) Warwick, anch'egli un membro di spicco della Cunard e primo comandante della Queen Elizabeth 2. Al ritorno, la nave fece ritardo a causa delle porte di prua, che coprivano i propulsori, che non riuscirono a chiudersi in Portogallo.
Durante le Olimpiadi Estive del 2004, svoltesi ad Atene, la nave salpò per Atene e attraccò al Pireo per due settimane per essere usata come un hotel galleggiante, ospitando il Primo Ministro britannico Tony Blair e sua moglie Cherie, il presidente francese Jacques Chirac, il presidente statunitense Bush e la squadra di basket degli Stati Uniti. Inoltre ospitò anche musicisti jazz come Dave Brubeck e cantanti come Rod Stewart, Carly Simon e James Taylor.
Durante uno dei viaggi transatlantici del 2005, la Queen Mary 2 ha trasportato, in un baule chiuso a vapore, la prima copia statunitense di Harry Potter e il principe mezzosangue, autografata dall'autrice J.K. Rowling. In un comunicato stampa promozionale dell'evento, la Cunard ha affermato che ciò ha segnato la prima volta che un libro è stato trasportato al suo lancio internazionale a bordo di un transatlantico.
Nel gennaio 2006 la Queen Mary 2 intraprese una circumnavigazione del Sud America. Alla partenza da Fort Lauderdale, uno dei suoi propulsori azimutali fu danneggiato quando colpì una parete del canale, costringendo la nave a navigare a velocità ridotta, il che portò alla decisione del Commodoro Warwick di saltare diversi porti durante il suo viaggio verso Rio de Janeiro. Molti dei suoi passeggeri hanno minacciato di organizzare una protesta sit-in a causa dei porti saltati, prima che Cunard si offrisse di rimborsare le spese di viaggio. La Queen Mary 2 continuò a funzionare a una velocità di servizio ridotta e furono necessarie diverse modifiche all'itinerario fino a quando le riparazioni non furono completate dopo che la nave tornò in Europa a giugno, dove la Queen Mary 2 visitò il bacino di carenaggio e il propulsore azimutale danneggiato fu rimosso. A novembre, la Queen Mary 2 è stata nuovamente rimorchiata nel cantiere Blohm&Voss di Amburgo (bacino idrico Elba 17) per la reinstallazione del propulsore riparato dell'elica. Allo stesso tempo, i sistemi di irrigazione sono stati installati in tutti i balconi della nave per conformarsi alle nuove norme di sicurezza che erano entrate in vigore dopo l'incendio di MS Star Princess. Inoltre, entrambe le ali del ponte sono state estese di due metri per migliorare la visibilità.
Dopo aver completato il viaggio in Sud America, il 23 febbraio 2006, la Queen Mary 2 ha incontrato l'omonima nave, l'originale RMS Queen Mary, che è permanentemente attraccata a Long Beach, in California. Scortati da una flottiglia di navi più piccole, le due regine si scambiarono un "fischio di saluto" che fu ascoltato in tutta la città di Long Beach. La Queen Mary 2 ha incontrato le altre navi da della Cunard, Queen Victoria e Queen Elizabeth 2 il 13 gennaio 2008 vicino alla Statua della Libertà nel porto di New York, con uno spettacolo pirotecnico celebrativo; La Queen Elizabeth 2 e la Queen Victoria fecero una traversata in tandem dell'Atlantico per l'incontro. Ciò ha segnato la prima volta che tre Cunarders sono state presenti nello stesso luogo. La Cunard dichiarò che questa sarebbe stata l'ultima volta che queste tre navi si sarebbero incontrate, a causa dell'imminente ritiro dalla Queen Elizabeth 2 alla fine del 2008. Tuttavia, ciò non si dimostrerà vero, poiché le tre Queens si incontrarono a Southampton il 22 aprile 2008. La Queen Mary 2 si è incontrata con la Queen Elizabeth 2 a Dubai sabato 21 marzo 2009, dopo il ritiro di quest'ultima nave mentre entrambe le navi erano ormeggiate a Port Rashid. Con il ritiro della Queen Elizabeth 2 dalla flotta della Cunard e il suo attracco a Dubai, la Queen Mary 2 divenne l'unico transatlantico attivo nel servizio passeggeri.
Il 3 agosto 2007 tre uomini sono stati fermati dalla polizia mentre scortavano e pilotavano una replica del primo sottomarino da combattimento americano entro 61 m dalla Queen Mary 2, che era attraccata al terminal delle navi da crociera nel Pier 12 di Brooklyn a New York. La replica fu creata dall'artista newyorkese Philip "Duke" Riley e da due residenti fuori città, uno dei quali affermava di essere un discendente di David Bushnell, che l'aveva inventata. La Guardia Costiera ha rilasciato a Riley una multa per possedimento di nave non sicura e per aver violato la zona di sicurezza attorno alla Queen Mary 2. Il 19 ottobre 2011, la Queen Mary 2 fece cambiare il suo registro in Hamilton dal suo precedente porto di Southampton, per consentire alla nave di ospitare matrimoni a bordo. Ciò ha segnato la prima volta nella sua storia di 171 anni in cui la Cunard non aveva una nave registrata nel Regno Unito. Le Bermuda fanno parte del gruppo Red Ensign e la nave continua a viaggiare con la bandiera del Regno Unito invece di quella che è propria dell'isola di Bermuda.

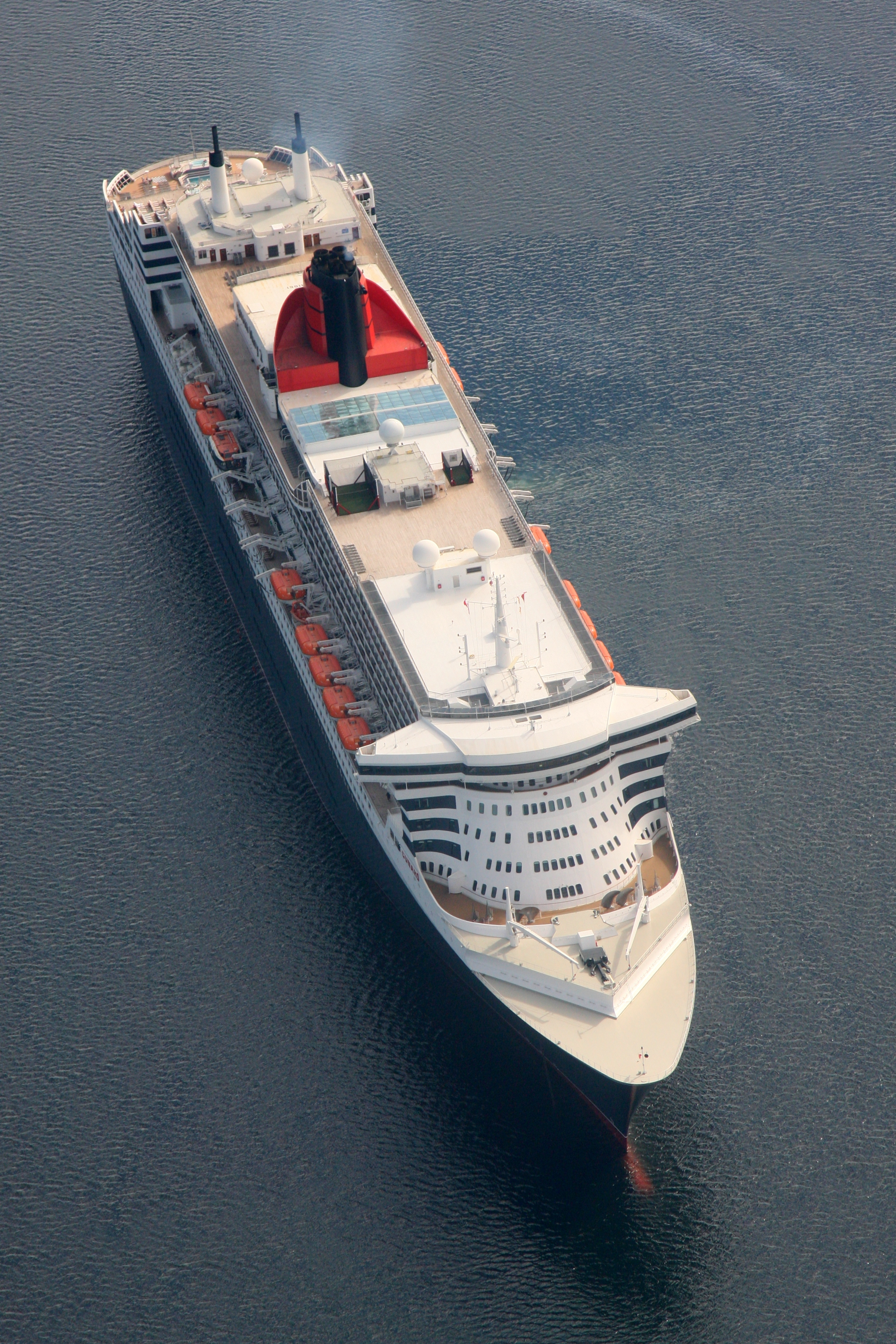
Queen Mary 2 vista dall'alto.

### Giri del mondo
Il 10 gennaio 2007, la Queen Mary 2 ha iniziato la sua prima crociera intorno al mondo, circumnavigando il globo in 81 giorni. Il 20 febbraio ha incontrato la sua compagna di flotta, la Queen Elizabeth 2, anche durante la sua crociera mondiale del 2007, nel porto di Sydney. Questa è la prima volta che due Cunarders erano insieme a Sydney da quando l'originale RMS Queen Mary e RMS Queen Elizabeth servirono come navi trasporto truppe nel 1941. Nonostante l'orario di arrivo anticipato delle 5:42, la presenza della Queen Mary 2 attirò così tanti spettatori che il Sydney Harbour Bridge e l'Anzac Bridge furono bloccati. Con 1.600 passeggeri che sono sbarcati a Sydney, Cunard stima che gli scali abbiano generato introiti per più di $3 milioni nell'economia locale.
Il 10 gennaio 2012, la nave ha intrapreso una crociera mondiale di tre mesi da Southampton, viaggiando a sud e poi ad est attorno all'Africa, una prima circumnavigazione dell'Australia, in Giappone, quindi di nuovo a Southampton lungo la costa meridionale dell'Eurasia e attraverso il Canale di Suez.

### Viaggio d'anniversario
Nell'ottobre 2009, il quinto anno di servizio della Queen Mary 2, è stato celebrato con un viaggio di 8 notti intorno alle Isole britanniche. Il viaggio comprendeva visite inaugurali a Greenock e Liverpool.

### La Boston Cup
Tra le varie singolarità vi è la vicenda della Boston Cup, che arricchisce le attrattive contenute a bordo della nave. A volte indicato come Theory Britannia Cup, questo manufatto è stato creato per Sir Samuel Cunard a Boston, negli Stati Uniti, per commemorare l'arrivo della sua prima nave, la RMS Britannia. La Cunard aveva scelto Boston come porto americano per il suo servizio nell'Atlantico, il che ha portato a una forte connessione tra Boston e la Cunard Line. Si ritiene che la coppa sia stata presentata a Sir Samuel Cunard nel 1840. Fu scoperto in un negozio di antiquariato nel 1967 e restituito alla Cunard, dove fu collocato a bordo della Queen Elizabeth 2. Nel 2004, quando la Queen Mary 2 divenne il fiore all'occhiello, la Boston Cup fu posta a bordo della Queen Mary 2. Si trova in una teca di vetro, a poppa della sala Chart Room.
Nel luglio 2007 il National Geographic Channel ha trasmesso un episodio della serie di documentari "Mega strutture" su Queen Mary 2. La nave è stata anche protagonista dell'episodio pilota della serie TV documentaristica Mighty Ships.

### Guasti alla propulsione
I propulsori azimutali montati sulla Queen Mary 2 sono stati soggetti a guasti, attribuiti ai cuscinetti reggispinta dei motori, che hanno continuato a mostrare la tendenza a guastarsi anche dopo numerosi tentativi di riprogettazione. Nel gennaio 2009, Carnival, per bocca della sua sezione della Cunard, ha fatto causa alla Rolls-Royce negli Stati Uniti. La linea sostenuta dalla Carnival fu che i sistemi di propulsione azimutali di Mermaid montati sulla Queen Mary 2 fossero intrinsecamente difettosi nel design e che Rolls-Royce fosse a conoscenza delle carenze del design e deliberatamente cospirò per fuorviare, ingannare e frodare nel corso della conquista del contratto. Nel gennaio 2011, la corte ha assegnato a Carnival 24 milioni di dollari USA (circa £ 15 milioni nel Regno Unito al momento del verdetto).

### Cunard Royal Rendezvous
Due anni dopo il primo Cunard Royal Rendezvous nella stessa data, la Queen Mary 2 si incontrò con la Queen Victoria e l'allora nuovissima Queen Elizabeth per un altro Royal Rendezvous a New York il 13 gennaio 2011. La Queen Victoria e la Queen Elizabeth fecero in tandem l'attraversamento dell'Atlantico per l'evento. Tutte e tre le navi si incontrarono davanti alla statua della Libertà alle 18:45 per i fuochi d'artificio. L'Empire State Building è stato illuminato in rosso per celebrare l'evento.
Il 5 giugno 2012, le tre regine si sono incontrate di nuovo, ma questa volta a Southampton per celebrare il giubileo di diamante della regina Elisabetta II.

### Canottaggio atlantico
La Queen Mary 2 ha incontrato le squadre di canottaggio oceanico nel mezzo dell'Atlantico. Il 30 luglio 2010 ha incontrato Artemis Investments, la cui squadra di remi era Don Lennox, Livar Nysted, Ray Carroll, Leven Brown. Carroll era un ex ingegnere ed è stato raggiunto attraverso la radio VHF marittima e il sistema di diffusione sonora della Queen Mary 2 per parlare con il capitano e l'equipaggio. Il 26 settembre 2013 la Queen Mary 2 ha fornito alla vogatrice in solitaria Mylène Paquette e alla sua nave Hermel un telefono satellitare sostitutivo, farmaci e generi alimentari. La Queen Mary 2 ha cambiato rotta di 20 gradi e ha aggiunto solo 14 miglia alla distanza complessiva della traversata.

### Salvataggio nell'Atlantico
Il 10 giugno 2017, la Queen Mary 2, comandata dal comandante Christopher Wells, venne in soccorso di un velista solitario di 73 anni, Mervyn Wheatley, la cui imbarcazione Tamarind era stata abbattuta da una forte tempesta mentre partecipava al Observer Single-handed Trans-Atlantic Race. Le guardie costiere britanniche e canadesi hanno coordinato questo salvataggio a lungo raggio dopo aver rilevato il segnale di soccorso del Tamarind. La Queen Mary 2 è stata guidata alla posizione di Wheatley da un aereo Royal Air Force Lockheed C-130 Hercules.

### Incendio del motore
Un piccolo incendio è scoppiato nella sala macchine della turbina a gas la sera del 5 ottobre 2011. L'incendio è partito da una delle turbine a gas della nave. Non sono stati segnalati feriti e l'equipaggio a bordo della nave ha spento l'incendio in sicurezza.

### Incidente nella sala filtro
Il 23 settembre 2010, si è verificato un incidente nella sala filtro armonica di poppa della Queen Mary 2. Ciò ha comportato l'arresto di tutti e quattro i motori di propulsione e una perdita di energia elettrica in tutta la nave. Nel giro di un'ora, i principali generatori della nave furono riavviati e la nave riuscì a riprendere il passaggio. Ricerche successive hanno scoperto che un'esplosione era causata da archi elettrici all'interno del filtro armonico di poppa che accendevano il vapore di liquido dielettrico fuoriuscito.

### 200ª traversata atlantica
Il 6 luglio 2013 la Queen Mary 2 lasciò New York sulla strada per Southampton nella sua 200ª traversata atlantica. A bordo sono intervenuti Stephen Payne (il progettista della nave) e il presentatore e giornalista Nick Owen, che ha presentato le discussioni sul design della nave.

### Decimo compleanno
Il 6 maggio 2014, tutte e tre le regine si sono incontrate per la prima volta a Lisbona, in Portogallo. Le tre navi salparono l'una accanto all'altra da Lisbona verso Southampton. Il 9 maggio 2014 la Queen Elizabeth e la Queen Victoria guidarono la Queen Mary 2 lungo il Solent dove attraccarono in formazione presso il terminal QEII e fecero un saluto di compleanno al transatlantico. L'anniversario includeva un tour della nave di Sua Altezza Reale il duca di Edimburgo.

### 175º anniversario di nascita della Cunard

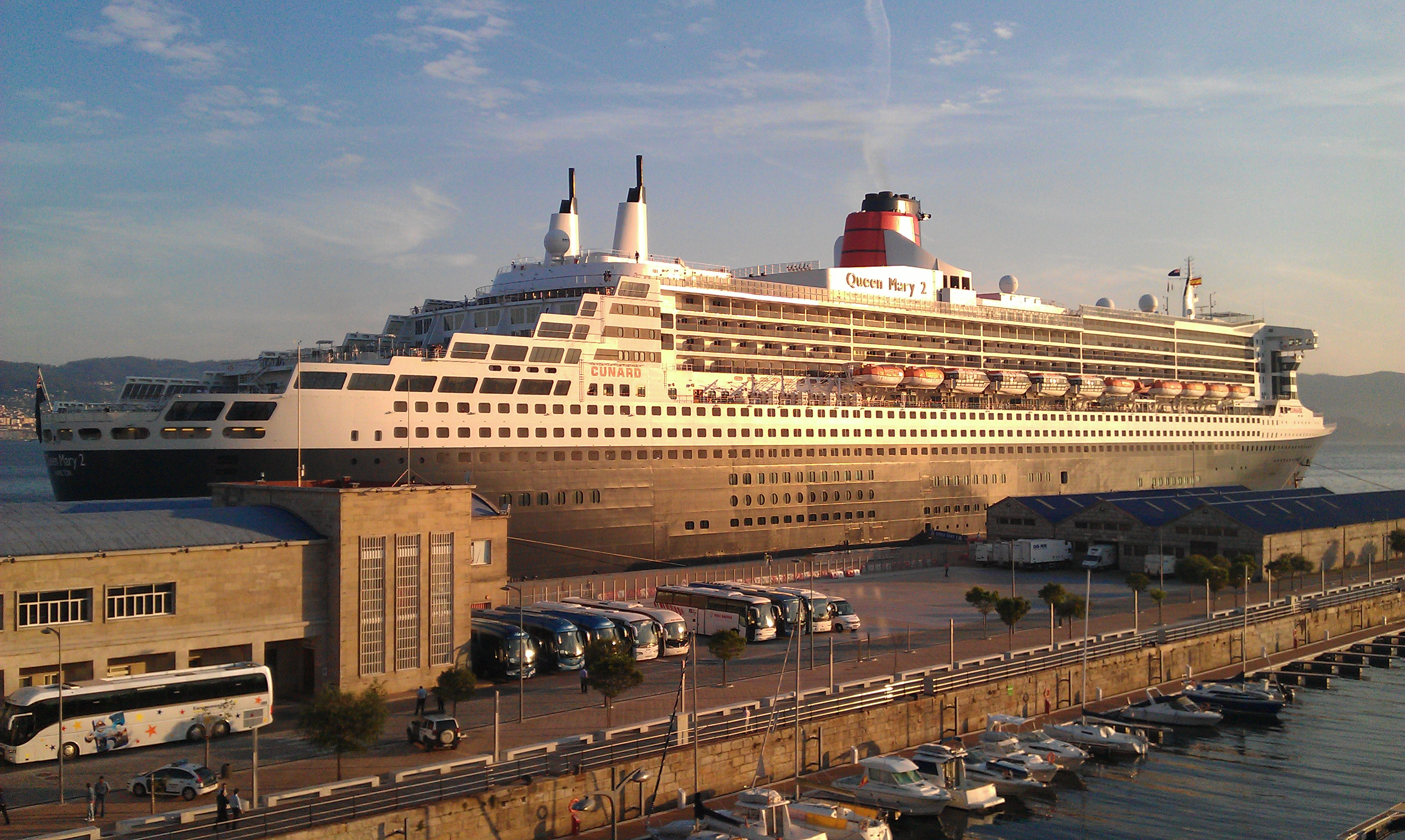
Queen Mary 2 nel 2012.

Il 25 maggio 2015, tutte e tre le regine si sono incontrate, ancora una volta, a Liverpool, per celebrare il 175º anniversario della Cunard. Dopo essere arrivata a Liverpool il giorno precedente, la Queen Mary 2 ha fatto una breve escursione all'ingresso del fiume Mersey per accogliere le sue due compagne di flotta in porto nel primo pomeriggio. I tre Cunarders navigarono quindi, in formazione, verso Liverpool. Le navi trascorsero diverse ore insieme, prima della partenza della Queen Mary 2 a Saint Peter Port.
Il 2 luglio 2015, la Queen Mary 2 ha iniziato il suo attraversamento dell'Atlantico per il 175º anniversario a Southampton. Salpò prima a Liverpool, lasciando la città dopo uno spettacolo pirotecnico il 4 luglio, data effettiva dell'anniversario del primo viaggio transatlantico della Cunard. La Queen Mary 2 seguì la rotta della nave originale RMS Britannia, giungendo prima ad Halifax, in Nuova Scozia. Dopo una giornata trascorsa lì, si diresse per la prima volta verso il porto, usando i suoi propulsori di prua e motori a baccello girevole per affrontare la stretta inversione di marcia per tornare vicino al lungomare. Un saluto di 21 cannoni e una banda di cornamusa onoravano il passaggio della nave.
Da Halifax, la nave salpò per Boston e rimase lì per un'intera giornata al terminal delle crociere (Boston era il capolinea della traversata originale nel 1840). La sera, il capitano trattenne la nave fuori dallo scalo e continuò a risalire fino al Museo di Storia Marittima, dove fu presentato uno spettacolo pirotecnico prima che la Queen Mary 2 salpasse. Dopo una notte e un giorno in mare, la nave entrò nel porto di New York la mattina presto del 14 luglio e attraccò al terminal crociere di Brooklyn. Più tardi la sera la nave salpò per il porto posto più a sud, tra la Statua della Libertà e la Batteria, per il Forever Cunard Queen Mary 2 Light Show.

## Servizio e interni
La Queen Mary 2 è organizzata come un transatlantico di linea anche negli interni e nel servizio: gli allestimenti sono particolarmente eleganti e raffinati e si ispirano alla storia della Cunard. La nave ospita 15 ristoranti/bar e 5 piscine (di cui 3 esterne); è inoltre previsto un dress code molto rigoroso nelle diverse serate della traversata.

## Incidenti
Prima del varo, avvenuto il 25 settembre del 2003, in seguito alla visita dei familiari dei lavoratori del cantiere, una passerella d'imbarco cedette causando la morte di 16 persone e il ferimento di 30.

## Attracchi
A Southampton la manovra di attracco è particolarmente complessa: la Queen Mary 2 deve infatti compiere un giro su se stessa di 180° nel canale del Solent per potersi posizionare correttamente presso il molo.
A New York, diversamente da quanto accadeva ai transatlantici del passato, i quali attraccavano nei Chelsea Piers di Manhattan, la Queen Mary 2 attracca a Brooklyn presso un terminal dedicato, il Pier 12, per facilitare le operazioni di sbarco, imbarco e rifornimento (che avvengono in sole 10 ore, prima di fare ritorno in Europa). La nave risale il fiume Hudson verso il Luxury Liner Row solo in occasioni particolari.

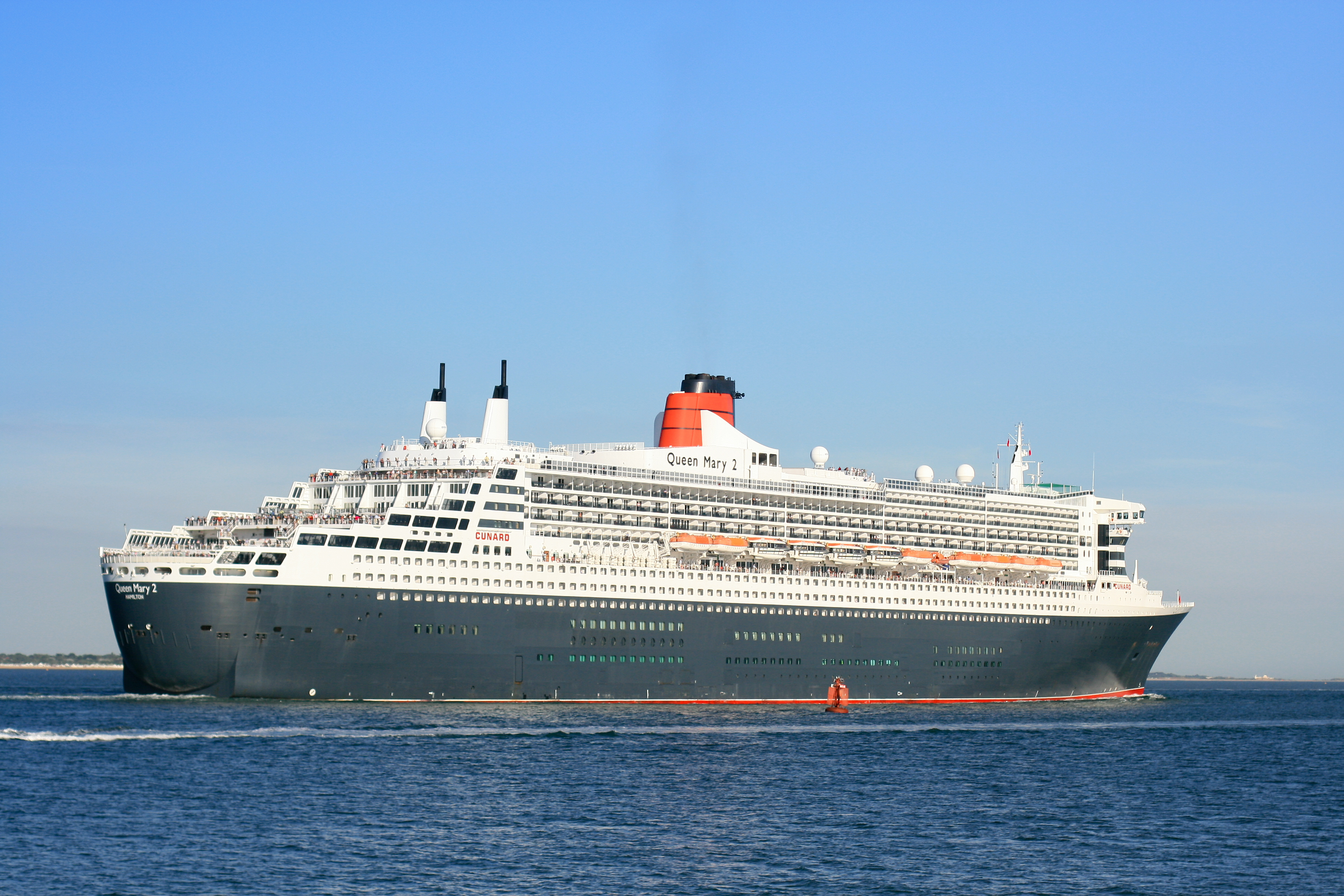
Queen Mary 2 a Southampton 2013
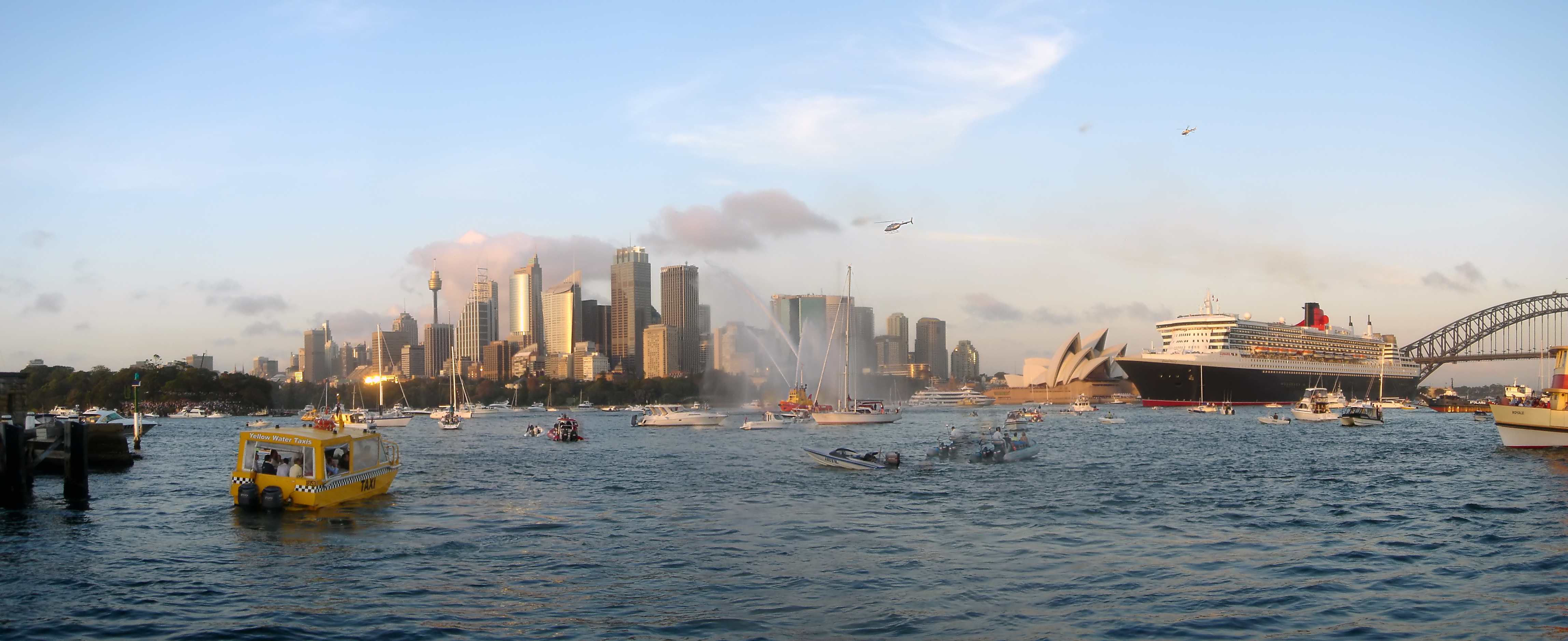
L'arrivo della Queen Mary 2 a Sydney il 20 febbraio 2007
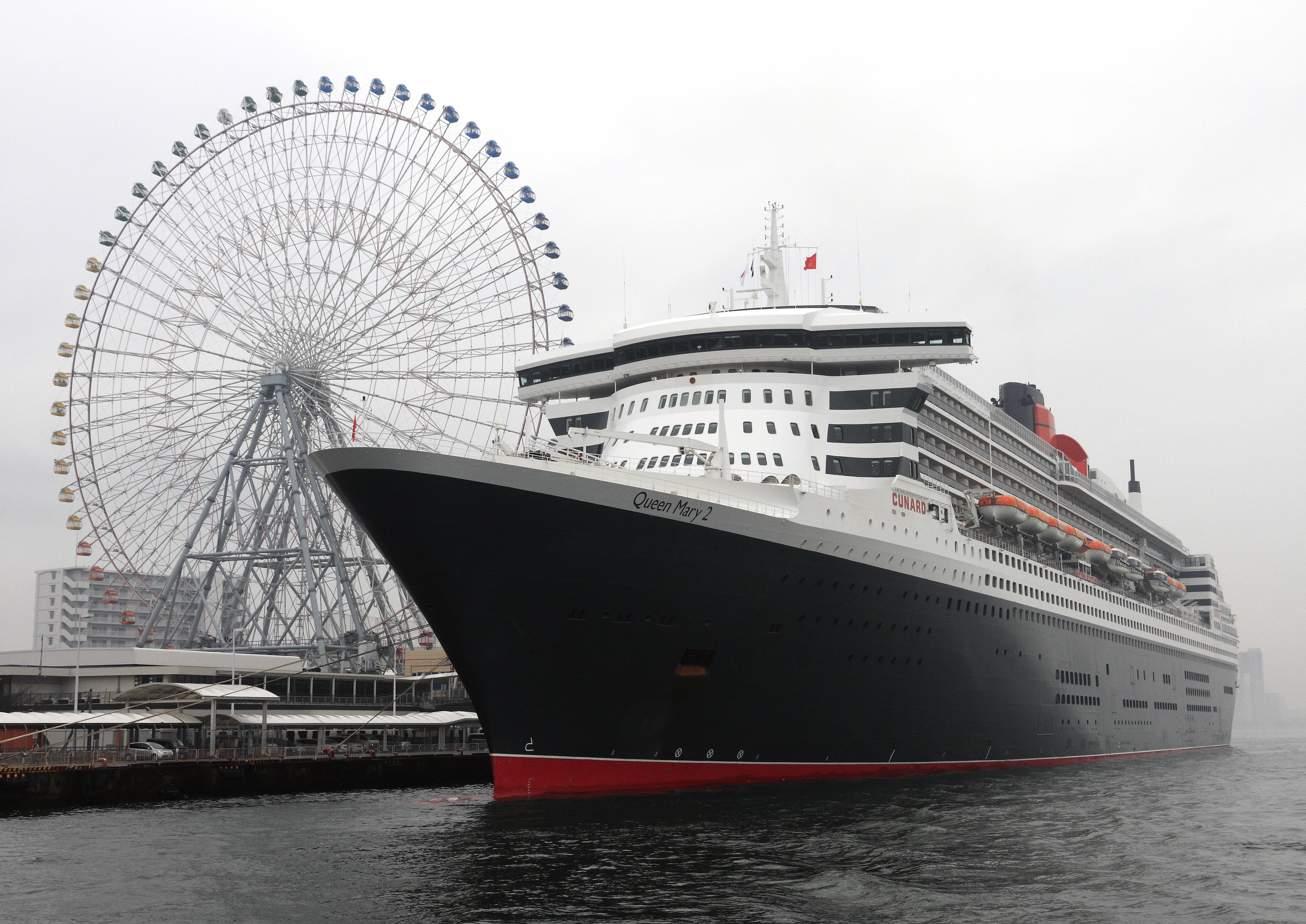
Queen Mary 2

## Dati tecnici
La Queen Mary 2 è lunga 345 m, larga 41 m ed alta 72 m. Naviga alla velocità di crociera di 26 nodi (48 km/h) e può raggiungere una velocità massima di 35 nodi (62 km/h). La nave è spinta da quattro propulsori azimutali Rolls-Royce/Alstom "Mermaid" forniti di motori elettrici da 21,5 MW e possiede tre eliche di prua di manovra.
L'energia elettrica, per alimentare i motori e tutti i servizi di bordo, è fornita da quattro motori diesel-elettrici Wärtsilä 16V 46C-CR da 16.800 kW (22.848 kHP) l'uno e da due generatori elettrici a turbina a gas GE LM2500+ da 25.060 kW (34.082 kHP) l'uno: si tratta quindi di un sistema di propulsione combinato di tipo CODLAG. La potenza totale installata è di 117 MW.

## "Rimasterizzazione"
Fra il maggio e giugno del 2016 il transatlantico ha subito un lavoro di rinnovo (denominato "Remastered", rimasterizzazione), presso il bacino di carenaggio di Amburgo, dove sono state aggiunte cabine con balcone al posto del lido Regatta Bar, 15 cabine singole, 12 canili, ampliato lo spazio esterno riservato agli animali dei crocieristi, installate nuove moquette e rifatti alcuni ambienti interni.